# قیزقلعه
قیزقلعه مربوط به اورارتویی - سدهٔ ۴ تا ۸ ه.ق است و در شهرستان خوی، بخش مرکزی، دهستان ایواوغلی، روستای ایواوغلی واقع شده و این اثر در تاریخ ۷ اسفند ۱۳۸۵ با شمارهٔ ثبت ۱۷۷۳۸ به‌عنوان یکی از آثار ملی ایران به ثبت رسیده است.